# プレセプシン
プレセプシンは敗血症の診断に用いられるCD14から生成される蛋白質。

## 名称の由来
敗血症発症前から血中濃度の上昇する蛋白質であることから、
pre(前)＋seps[is](敗血症)+[prote]in(蛋白質)=Presepsin と命名された。

## 医療での意義
プレセプシンは、Toll様受容体4(TLR4)とともに細胞膜表面に存在するCD14から生成される。
貪食細胞はCD14を細菌とともに貪食する。CD14は細胞内でカテプシンDなどにより切断され、その一部が貪食細胞から血中に放出される。プレセプシンは、可溶性分画(soluble CD14-sybtype)の一つ。
プレセプシンは感染の2時間後には血中濃度が上昇、3時間後にはピークに達し、4～8時間後には低下し始める。他の検査に比べ、感染早期での感度に優れている。
プロカルシトニンは敗血症に特異的なマーカーとして使われているが、外傷でも上昇することがある。プレセプシンは敗血症に特異的に上昇し、外傷では上昇しない。
プレセプシンは腎臓より排泄されるため，腎機能が低下していると排泄されず蓄積し、高値となる。